# Албърт Лутули
Албърт Джон „Мвумби“ Лутули (на английски: Albert John Mvumbi Luthuli) е южноафрикански учител и политик.
Президент на Африканския национален конгрес (ANC) от 1952 до 1960 и водач на зулусите. Удостоен с Нобелова награда за мир за 1960 г. за неговата роля в Африканския национален конгрес и борбата му с мирни средства срещу апартейда. Той е първият африканец и вторият чернокож носител на Нобеловата награда, втори южноафрикански нобелов лауреат (след Макс Тейлер 1951 за медицина).
Преподавател в Глазгоуския университет и негов ректор.